# Харьковская губерния (Украинская Держава)
Харьковская губерния — губерния Украинской Державы, что была образована на территории бывшей Харьковской губернии Российской империи и прилегающих территорий Курской и Воронежской губерний, полученных Украиной в результате установления нейтральной зоны.

## Уезды

### На момент образования
- Сумской
- Лебединский
- Ахтырский
- Богодуховский
- Валковский
- Змиёвский
- Харьковский
- Волчанский
- Изюмский
- Купянский
- Старобельский

### Новые уезды
- Гайворонский
- Белгородский
- Суджацкий
- Обоянский
- Корочанский
- Новооскольский
- Бириучский
- Валуйский
- Острогожский
- Богучарский (западная часть Богучарского уезда Российской империи)